# HP Inc.
A HP Inc. é uma empresa de tecnologia americana criada em 2015 como sucessora da Hewlett-Packard, juntamente com a Hewlett Packard Enterprise. Desenvolve e fornece hardware, como computadores pessoais e impressoras.
HP Inc. é o maior sucessor da Hewlett-Packard em termos de receita, e usa o símbolo da NYSE original, HPQ. Ele registrou US$ 57 bilhões em receitas no ano passado, em comparação com o Hewlett Packard Enterprise US$53 bilhões. 50.000 funcionários irão trabalhar na HP Inc., e Dion Weisler foi anunciado como CEO da nova empresa criada como resultado da separação Hewlett-Packard Co.